# مخلب التنين
مخلب التنين(الاسم العلمي: Pterospora andromedea)، جنس نباتات من أمريكا الشمالية تتبع فُصيلة الكسوبيات وفصيلة الخلنجية، ويشمل فقط نوع Pterospora andromedea. ينمو على شكل فطريات في الغابات الصنوبرية أو المختلطة. ينتشر في معظم أنحاء كندا وكذلك في غرب وشمال شرق الولايات المتحدة إلى وشمال المكسيك (سونورا، كواويلا، دورانجو، نويفو ليون وباخا كاليفورنيا). جنبا إلى جنب مع كسوب هو واحد من أكثر الأجناس التي يتم مواجهتها بشكل متكرر من الكسوبيات.